# Paradox des Liberalismus
Das Paradoxon des Liberalismus (englisch Impossibility of a Paretian liberal) ist ein von Amartya Sen 1970 aufgezeigtes Paradoxon in der Sozialwahltheorie. Es soll zeigen, dass es keine Sozialwahlfunktion geben kann, die bestimmte Minimalanforderungen erfüllt: somit bestünde ein Widerspruch zwischen dem Pareto-Kriterium und einem Mindestmaß an Liberalismus.

## Axiomatische Darstellung
Eine Sozialwahlfunktion zielt auf die Aggregation individueller Präferenzen in eine Kollektivpräferenz. Es gibt also Individuen {\displaystyle i=1,\dots ,n} mit Präferenzordnungen {\displaystyle R_{i}}. Wir suchen jetzt eine Aggregationsfunktion {\displaystyle f}, die aus den individuellen Präferenzen eine kollektive Präferenz {\displaystyle R} bildet.
Um das Paradoxon zu erhalten, werden die folgenden Annahmen benötigt:
- Kollektiv und individuell rationale Präferenzen: Wir nehmen an, dass alle individuellen und die kollektive Präferenz transitiv und vollständig sind.
- Unbeschränktheit: Die Sozialwahlfunktion soll für alle logisch möglichen Präferenzen ein Ergebnis liefern.
- Pareto-Prinzip (auch: Einstimmigkeit): Wenn alle Individuen die Alternative a einer anderen Alternative b vorziehen, sollte a auch kollektiv b vorgezogen werden.
- Minimaler Liberalismus (minimal liberalism): Es gibt mindestens zwei Individuen, die lokal entscheidend sind für zwei Alternativen a und b. Wenn zum Beispiel Individuum X lokal entscheidend ist für c und d, und X Alternative d gegenüber c präferiert, dann sollte in der Kollektivpräferenz auch d gegenüber c bevorzugt werden.

Das Paradoxon des Liberalismus besagt nun, dass es keine Sozialwahlfunktion geben kann, die alle genannten vier Anforderungen erfüllt.

## Beweis
Nennen wir die Individuen, die lokal entscheidend sind laut der Annahme des minimalen Liberalismus, A und B. Alle weiteren Individuen sollen C, D etc. heißen. Nun können wir drei Fälle des Beweises unterscheiden:
- Erster Fall. A und B sind für die gleichen Alternativen lokal entscheidend.

Der Beweis für diesen Fall ist einfach. Es sei angenommen, dass A und B entgegengesetzte Präferenzen für die Alternativen besitzen, über die sie lokal entscheidend sind. (Diese Annahme können wir aufgrund von Unbeschränktheit machen.)
- Zweiter Fall. In den Alternativen, über die A und B lokal entscheidend sind, gibt es exakt eine Übereinstimmung.

Es sei A entscheidend über die Alternativen {\displaystyle \{a,b\}} und B entscheidend über die Alternativen {\displaystyle \{a,c\}}. Mit den folgenden Präferenzen können wir einen Widerspruch herleiten:
| A       | a > b > c                   |
| B       | b > c > a                   |
| C,D,E,… | b > c (Stellung von a egal) |

Aufgrund der Bedingung des minimalen Liberalismus müssen wir für die Kollektivpräferenz a>b und c>a annehmen. Aufgrund von Einstimmigkeit erhalten wir außerdem b>c, da alle Individuen b gegenüber c bevorzugen. Diese drei Aussagen sind aber einander widersprüchlich, da sie eine nicht transitive Präferenz ergeben: a>b>c>a.
- Dritter Fall. Es gibt keine Übereinstimmung in den Alternativen, über die A und B lokal entscheidend sind.

Es sei A entscheidend über die Alternativen {\displaystyle \{a,b\}} und B entscheidend über die Alternativen {\displaystyle \{c,d\}}. Mit den folgenden Präferenzen können wir einen Widerspruch herleiten:
| A       | d > a > b > c                                |
| B       | b > c > d > a                                |
| C,D,E,… | b > c und d > a (restliche Präferenzen egal) |

Über die Annahme des Minimalen Liberalismus erhalten wir wieder die kollektiven Präferenzen a>b und c>d. Über Einstimmigkeit können wir außerdem auf b>c und d>a schließen. Dann erhalten wir wieder eine intransitive Präferenz: a>b>c>d>a.

## Beispiele

### Lady Chatterley’s Lover
Das bekannteste Beispiel für eine Anwendung des Paradoxons gab Sen selbst. Lady Chatterley’s Lover ist ein wegen seiner sexuellen Explizitheit bekannt gewordenes Buch von D. H. Lawrence. Sen benutzt diesen Hintergrund, um folgendes Beispiel aufzubauen:
Zwei Personen, P (Prüde) und L (Libertin), müssen darüber entscheiden, ob Lady Chatterley’s Lover entweder vom Prüden gelesen wird (x), vom Libertin gelesen wird (y) oder von niemandem gelesen wird (z). Die Präferenzen sind dabei wie folgt:
| Prüde    | z > x > y |
| Libertin | x > y > z |

Der Libertin glaubt, dass das Buch auf jeden Fall gelesen werden soll; noch eher vom Prüden, als von ihm. Der Prüde würde das Lesen des Buches am liebsten ganz verbieten; falls es aber doch gelesen wird, besser von ihm, als vom Libertin, da er sich für moralisch gefestigter hält, das Buch zu lesen. Nun scheint es liberalen Werten zu entsprechen, dass jedes Individuum selbst entscheiden darf, ob es das Buch liest oder nicht; P ist also lokal entscheidend über x und z, und L ist entscheidend über y und z. Einstimmigkeit erfordert außerdem, dass x immer y vorgezogen werden sollte. Wir erhalten also eine intransitive Kollektivpräferenz: x>y>z>x.

## Hintergrund
Die Grundidee hinter der Annahme des Minimalen Liberalismus ist die Idee der Privatsphäre, die Sen der Philosophie John Stuart Mills entnahm: Es gibt bestimmte Bereiche menschlichen Lebens, über die alleine das Individuum entscheiden soll.

## Schlussfolgerungen
Das Paradoxon postuliert einen Widerspruch zwischen dem in der neoklassischen Ökonomie dominanten Pareto-Kriterium und einem Mindestmaß an liberaler Gesinnung. Sen selbst zog daraus den Schluss, dass das Pareto-Kriterium nicht als eine Universalregel verstanden werden sollte:

„One of the main preoccupations of this paper has been the unacceptability of the Pareto principle as a universal rule.“

„Eines der Hauptanliegen dieses Papiers war die Unannehmbarkeit des Pareto-Prinzips als universelle Regel.“